# Muội silic
Muội silic hay khói silic (tiếng Anh: silica fume), còn được gọi là microsilica, là một dạng cấu trúc vô định hình (không phải tinh thể) của silic dioxide (oxide silic, hay silica). Muội silic là sản phẩm phụ của công nghiệp sản xuất chế phẩm chứa silic, thoát ra dưới dạng khói bay cực mịn. Muội silic có kích thước rất nhỏ bé, khoảng từ 0,1 μm đến vài μm, đường kính hạt trung bình 1,5 μm. Muội silic được dùng chủ yếu làm nguyên liệu tạo thêm tính chất pozzolan cho bê tông cường độ cao chế tạo từ xi măng Portland. Tính chất pozzolan chính là phản ứng của oxide silic tác dụng với thành phần vôi tự do (calci hydroxide), xuất hiện sau khi phản ứng thủy hóa trong bê tông xảy ra, để tạo ra chính thành phần đá bê tông là calci silicat hydrat (CSH), ngăn cản phản ứng cacbonat hóa vôi tự do tạo nên độ rỗng trong bê tông do hòa tan muối này.

## Tác dụng của muội silic trong bê tông

### Tạo thêm thành phần đá bê tông từ sản phẩm thừa của phản ứng thủy hóa xi măng
Phản ứng thủy hóa khoáng Alit: 3CaO.SiO2 (C3S), trong xi măng thành 3CaO.2SiO2.3H2O (CSH):
2(3CaO.SiO2) + 6H2O → 3CaO.2SiO2.3H2O + 3Ca(OH)2
Phản ứng thủy hóa khoáng Belit: 2CaO.SiO2 (C2S), trong xi măng thành 3CaO.2SiO2.3H2O (CSH):
2(2CaO.SiO2) + 2H2O → 3CaO.2SiO2.H2O + Ca(OH)2
Phản ứng Pozzolan của muội silic với vôi tự do, là thành phẩm của các phản ứng thủy hóa trên:
2SiO2 + 3Ca(OH)2 → 3CaO.2SiO2.3H2O

### Lấp đầy lỗ rỗng trong cấu trúc của kết cấu bê tông
Muội silic là sản phẩm siêu mịn, đường kính cỡ hạt trung bình khoảng 1,5μm, bằng khoảng 1/100 cỡ hạt của xi măng. Do đó, khi được thêm vào thành phần của hỗn hợp vữa bê tông, muội silic sẽ bao quanh các hạt xi măng, lấp đầy các lỗ rỗng siêu nhỏ mà các hạt xi măng không lọt tới được. Làm cho khối đổ bê tông được đặc chắc hơn, hình thành một môi trường đá xi măng có tính liên tục và đồng nhất cao sau khi bê tông ninh kết, và làm tăng khả năng chịu lực của kết cấu bê tông, tạo nên các kết cấu bê tông cường độ cao.

## Lịch sử
Năm 1952, các thử nghiệm đầu tiên về sử dụng muội silic thêm vào vữa bê tông chế tạo từ xi măng Portland đã được thực hiện. Ban đầu, hạn chế lớn nhất để khám phá các thuộc tính của muội silic là thiếu nguyên liệu để thử nghiệm (dưới dạng sản phẩm silica siêu mịn tự nhiên). Trong các nghiên cứu sơ khai về sử dụng chất phụ gia này cho xi măng, người ta gia phải sử dụng một loại sản phẩm tương tự nhưng đắt tiền là silica hun khói, một dạng vô định hình của silica tạo ra bằng cách đốt cháy silicon tetrachloride trong một ngọn lửa hydro-oxy (ngọn lửa đất đèn).
Muội silic là một chất có hiệu ứng pozzolan rất tốt. Nó là vật liệu dạng vô định hình, phụ phẩm của việc sản xuất silicon nguyên chất hoặc hợp kim ferrosilicon (sắt-silic) trong lò hồ quang điện. Trước những năm 1960-1970, ở châu Âu và Hoa Kỳ, muội silic bị thải tự do vào khí quyển (dưới dạng khí thải). Việc thực thi pháp luật về môi trường của các nước trên thế giới ngày càng nghiêm minh hơn, nên khoảng giữa những năm 1970, các nhà máy luyện silicon bắt đầu thu thập muội silic từ khí thải và tìm kiếm các ứng dụng có ích của nó. Công việc này lần đầu thành công ở Na Uy, ở đây người ta thấy rằng bê tông chế tạo từ xi măng Portland có cho thêm phụ gia muội silic sẽ có cường độ rất cao và độ rỗng thấp.